# Plectranthus albocaeruleus
Plectranthus albocaeruleus là một loài thực vật có hoa trong họ Hoa môi. Loài này được N.E.Br. miêu tả khoa học đầu tiên năm 1901.